# Maebashi
Maebashi (jap. 前橋市 Maebashi-shi) – miasto w Japonii, ośrodek administracyjny prefektury Gunma, w środkowej części wyspy Honsiu. Ma powierzchnię 311,59 km². W 2020 r. mieszkały w nim 332 332 osoby, w 141 354 gospodarstwach domowych  (w 2010 r. 340 390 osób, w 133 209 gospodarstwach domowych).

## Położenie
Miasto leży na północno-zachodnim skraju niziny Kantō.

## Gospodarka
W mieście rozwinął się przemysł samochodowy, spożywczy oraz jedwabniczy.

## Historia
W 1999 roku miasto gościło uczestników VII Halowych Mistrzostw Świata w Lekkoatletyce.

## Transport
W mieście znajduje się stacja kolejowa Maebashi.

## Współpraca
- Japonia: Hagi
- Włochy: Orvieto
- Stany Zjednoczone: Olathe